# بیکینی پرنسس لیا
بیکینی پرنسس لیا (انگلیسی: Princess Leia's bikini) لباسی نمادین است که آن را کری فیشر، بازیگر نقش پرنسس لیا در سومین فیلم جنگ ستارگان با عنوان بازگشت جدای تولید شده در سال (۱۹۸۳) پوشیده بود.
لباس «لیای برده» که تنها در دو صحنهٔ این فیلم نمایش داده شد، کری فیشر را به یک نماد جذابیت تبدیل کرده‌است. این لباس به جایگاه بالایی در نماد فرهنگ پاپ رسید و باعث ایجاد نمونه‌های مختلف و محبوبیت بالایی شده‌است. پیتر دبلیو لی استدلال می‌کند که این بیکینی نشان دهنده ناچاری و درماندگی لیا است، اما او حتی در آن لباس ذلت‌آور وقار و متانت خود را حفظ می‌کند و نماد فمینیسم باقی می‌ماند. منتقدی از روزنامه گاردین برای اهمیت بیشتر این لباس فراتر از عملکرد آن به عنوان یک نماد جنسی گفت که این لباس نمایانگر مرحله مهمی در رابطه پیچیدهٔ پرنسس لیا با هان سولو است. جنس این لباس ازفلز برنج است و به آن لقب "بیکینی فلزی" یا "بیکینی طلایی" لیا داده شده است. 
این لباس در حراجی به قیمت 175 هزار دلار فروخته شد. 
این لباس هفت تکه که شامل حلقه‌های باسن، بازو و دستبند نیز می‌شود، در طی یک فروش دو روزه که شامل بیش از 500 مورد از لوازم هالیوود بود، به یک پیشنهاد دهنده ناشناس رسید.
این لباس که پرنسس لیا پس از اسیر شدن توسط Jabba the Hutt و مجبور شدن به بردگی پوشیده بود، در میان طرفداران "جنگ ستارگان" مورد علاقه فرقه قرار گرفت. حراج Heritage مستقر در دالاس، که میزبان این فروش بود، آن را به عنوان «به یاد ماندنی‌ترین» لباس‌ها در تاریخ فرنچایز توصیف کرد.
اما این لباس همچنین به دلیل جنسیت‌زدایی فیشر و شخصیت او مورد انتقاد قرار گرفته است. در سال 2016، این بازیگر فقید ناراحتی خود را از «تقریبا برهنه بودن» توصیف کرد و به NPR گفت: «این انتخاب من نبود. وقتی (کارگردان جورج لوکاس) لباس را به من نشان داد، فکر کردم شوخی می‌کند و این مرا بسیار عصبی کرد.»این لباس بر اساس طرح‌هایی توسط طراح لباس، نیلو رودیس جامرو، توسط جواهرساز و مجسمه‌ساز ریچارد میلر با استفاده از رزین و یورتان ساخته شده است. در یک مستند پشت صحنه، میلر بعداً گفت که ظاهر «کم» این لباس برای نشان دادن چگونگی رشد شخصیت فیشر در طول سه گانه اصلی بوده است.میلر که در سال 2022 در سن 80 سالگی درگذشت، گفت: "جرج (لوکاس) گفت: "ما می خواهیم نشان دهیم که پرنسس لیا در حال بزرگ شدن است." میلر به یاد می آورد که فیشر بیکینی را "دوست نداشت" و دلیل آن را ضعیف بودن آن می دانست. او لباس را با استفاده از یک مانکن از بدن فیشر طراحی کرده بود، اما وقتی نوبت به فیلمبرداری فیلم رسید، او گفت: «اگر نه بیشتر، او باید 10 پوند وزن کم کرده باشد. فروش دو روزه Heritage Auctions که روز جمعه به پایان رسید، مجموعا 5.9 میلیون دلار فروخته شد. یکی دیگر از آیتم‌های بزرگ حراج، قطعه دیگری از تاریخ «جنگ ستارگان» بود: یک مدل صفحه نمایش از بال Y که حمله به ستاره مرگ را پیش از نابودی توسط دارث ویدر در «یک امید جدید» در سال 1977 هدایت می‌کرد. بر اساس حراج Heritage، اثر کالین کانتول، مدل ساز، ستاره جنگنده به قیمت 1.55 میلیون دلار فروخته شد تا به سومین گران قیمت ترین وسیله نمایشگر «جنگ ستارگان» تبدیل شود که تا به حال زیر چکش گذاشته شده است. 